# La Calzada de Calatrava
La Calzada de Calatrava är en ort i Spanien.   Den ligger i provinsen Provincia de Ciudad Real och regionen Kastilien-La Mancha, i den centrala delen av landet, 190 km söder om huvudstaden Madrid. La Calzada de Calatrava ligger 651 meter över havet och antalet invånare är 4 633.
Terrängen runt La Calzada de Calatrava är platt åt nordost, men åt sydväst är den kuperad. Runt La Calzada de Calatrava är det glesbefolkat, med 10 invånare per kvadratkilometer. La Calzada de Calatrava är det största samhället i trakten. Trakten runt La Calzada de Calatrava består till största delen av jordbruksmark.